# Cordelia Edvardson-priset

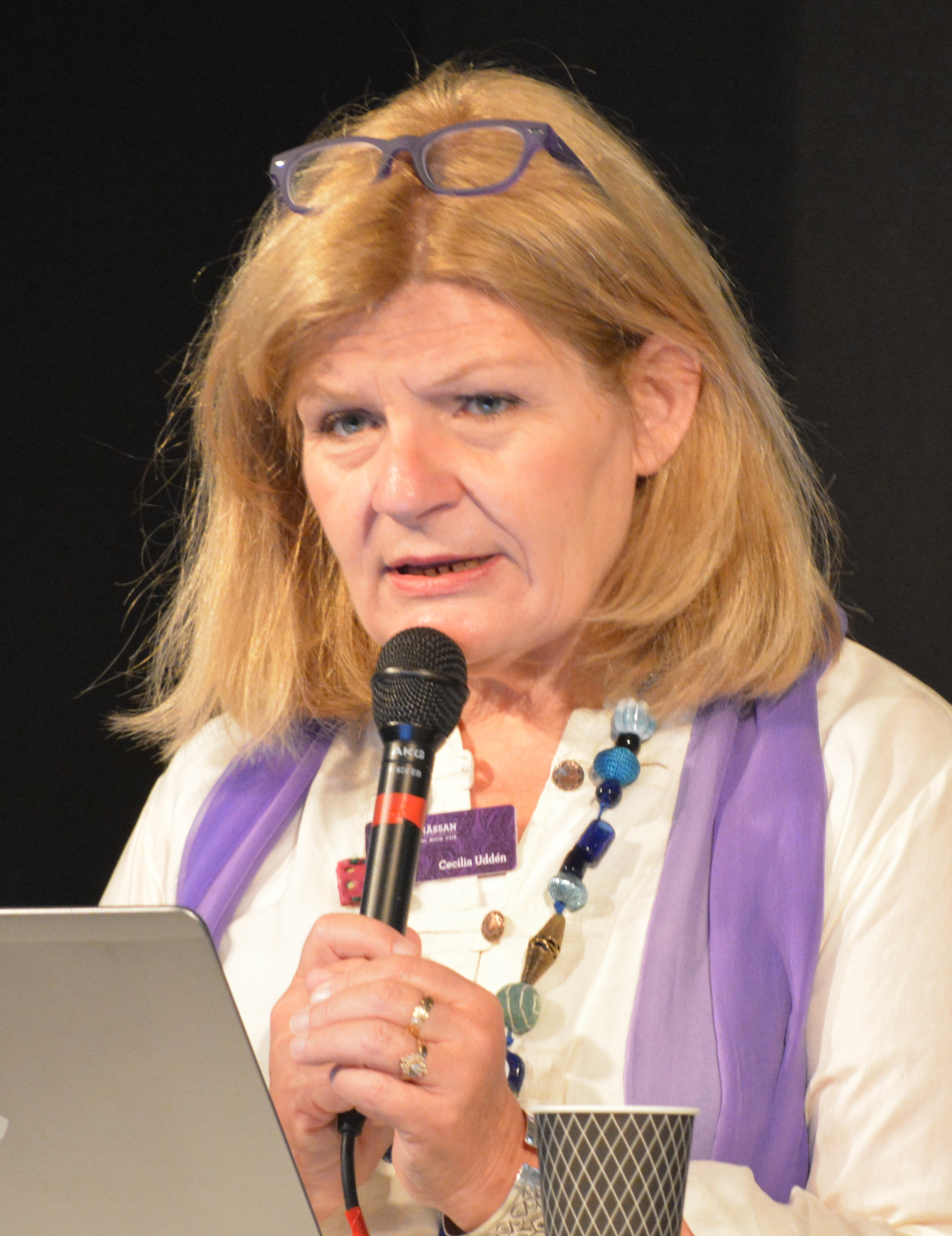
Cecilia Uddén, första pristagare, 2010

Cordelia Edvardson-priset är ett journalistpris som instiftades 2010 av Institutionen för mediestudier vid Stockholms universitet i syfte att premiera en journalist som ”har ett starkt engagemang, ett personligt tilltal och en blick för det stora i det lilla”. Priset är namngivet efter journalisten och författaren Cordelia Edvardson.  Priset delas ut vartannat år och prissumman på 10 000 kronor doneras av Svenska Dagbladet. Pristagaren utses av en jury. Denna bestod vid prisutdelningen 2018 av Ester Pollack, Institutionen för mediestudier vid Stockholms universitet, Axel Andén, Kaj Schueler, Christina Jutterström, Peter Kadhammar och Anne Lagercrantz.

## Pristagare
- 2010 Cecilia Uddén, Mellanösternkorrespondent, Sveriges Radio
- 2012 Richard Swartz, författare och fristående kolumnist i Dagens Nyheter
- 2014 Tom Alandh,[2] dokumentärfilmare och journalist vid SVT
- 2016 Magda Gad,[3] utrikeskorrespondent vid Expressen
- 2018 Jens Mikkelsen,[4] grävande reporter Sydsvenskan
- 2020 Nathan Shachar, DN-korrespondent i Jerusalem
- 2022 Magnus Wennman, bildjournalist Aftonbladet
- 2024 Elin Jönsson, journalist SVT[5]